# Meester Philippe (loge)
Loge Meester Philippe is een loge onder de Belgische Martinistenorde.

## Historiek
Deze paramaçonnieke loge is gevestigd in Antwerpen en verkreeg haar charter op 9 maart 2002 van de Opperraad van de Belgische Martinistenorde, waarmee ze de eerste Vlaamse Martinistenloge werd. Eerder was het martinisme reeds in Antwerpen vertegenwoordigd geweest, maar in de Franse taal. In 1892 werd V.I.S.C.U.M. opgericht, een studiegroep verbonden bij de Groupe Indépendant d'Etudes Esotériques van Papus in Parijs. Reeds snel werd deze groep omgevormd tot een Martinistenloge. Een van de bekende leden van V.I.S.C.U.M. was Frans Wittemans.

## Oriëntatie
Loge Meester Philippe richt zich vooral op de studie van mystieke thema's zoals Jakob Böhme, Louis-Claude de Saint-Martin, Meester Philippe, Th. Terestchenko, en dergelijke auteurs.